# Віа Амеріна

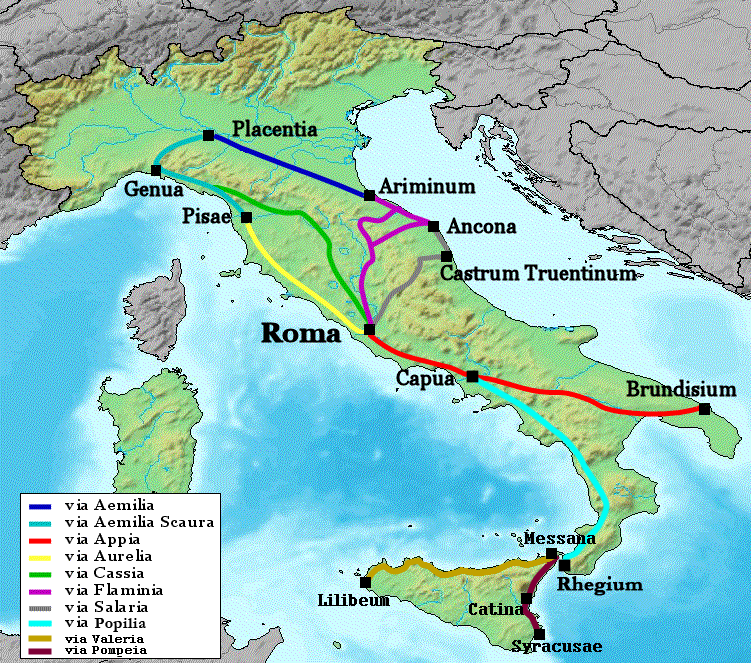
Римські дороги в Італії

42°16′24″ пн. ш. 12°23′07″ сх. д. / 42.27333° пн. ш. 12.385415° сх. д.
Віа Амеріна (лат. Via Amerina) — римська дорога, що вела з Риму до Амерії (зараз Амелія) та Перуції (зараз Перуджа). Збудована в 241–240 р.р. до н. е.
Зв'язувала Кассієву дорогу та Фламінієву дорогу: відгалужувалась від Кассієвої дороги поблизу Баккане (лат. Baccanae) і прямувала на північ через Чивіта-Кастеллана, Фалерію, Тоді та Перуджу, а потім біля Клузіума (лат. Clusium, зараз К'юзі) з'єднувалась з Фламінієвою дорогою.